# Починок, Наталья Борисовна
Наталья Борисовна Починок (девичья фамилия — Грибкова, род. 4 июля 1976, Москва, РСФСР, СССР) — российский экономист и общественный деятель, доктор экономических наук, доцент. Ректор Российского государственного социального университета (2014 — ноябрь 2021).

## Биография
В 1991—1994 годах была членом юниорских сборных СССР и Российской Федерации по лёгкой атлетике, в составе которой побеждала на международных соревнованиях по бегу, мастер спорта.
Имеет два высших образования — экономическое (с отличием окончила РЭА им. Г. В. Плеханова, 1997) и юридическое (РГСУ, 2002 год). В 2001 году защитила кандидатскую диссертацию по теме «Налоги в механизме стимулирования иностранных инвестиций в России». В 2005 году ей была присуждена степень доктора экономических наук. Тема диссертации: «Налоги в системе государственного регулирования экономики в России».
Работала в банковской сфере (вице-президент Газпромбанка, директор южного филиала Райффайзенбанка, директор управления по работе с филиалами Сбербанка) и консультационном бизнесе («Артур Андерсен», «Прайсвотерхаускуперс аудит»). С 1998 по 2005 год преподавала на кафедре налоговой политики РЭА им. Г. В. Плеханова. Там же в 2011—2014 годах — профессор, завкафедрой «Налоги и налогообложение». Педагогический стаж более 15 лет.
Со 2 июня 2014 года исполняла обязанности ректора Российского государственного социального университета после назначения на должность Министерством образования и науки Российской Федерации. В январе 2015 года Починок была избрана ректором РГСУ по результатам голосования членов Конференции научно-педагогических работников и обучающихся РГСУ.
Научные интересы Натальи Починок лежат в сфере пенсионного обеспечения, бюджетной и налоговой политики, социальных аспектов экономики. Особый интерес имеет к социальному предпринимательству и клиентоориентированной сервисной модели обслуживания в социальной сфере.
С апреля 2016 года — член Общественной палаты Москвы по квоте президента России.
С 2017 года — член Общественной палаты Российской Федерации, где являлась председателем Комиссии по социальной политике, трудовым отношениям, взаимодействию с профсоюзами и поддержке ветеранов.
Активно продвигает идею и входит в наблюдательный совет конкурсного проекта «Лидеры России», в создании которого активно принимало участие РГСУ.
Координатор дискуссионной площадки партии «Единая Россия» «Благополучие человека».
Являлась доверенным лицом Владимира Путина на президентских выборах 2018 года.
На выборах в Московскую городскую думу 2019 года Наталья Починок баллотировалась в депутаты самовыдвиженцем по 14 округу (районы Алексеевский, Бутырский, Марьина Роща, Останкинский, Ростокино), получая существенное финансирование избирательной кампании от фондов, связанных с «Единой Россией». Заняла второе место, набрав 24 % голосов. Первое место занял кандидат от партии «Яблоко» выпускник РГСУ Круглов М. С., набрав 41,43 % голосов.
Регулярно принимала участие в общественно-политических ток-шоу на российских федеральных телеканалах.
Временно отстранена от должности ректора РГСУ с 30 июля по 6 сентября 2021 года приказом Министерством образования и науки России на время внеплановой проверки, проводимой ведомством после многочисленных жалоб студентов на обучение и проживание и проверки подлинности декларации о доходах Натальи Починок. Основанием для отстранения в приказе указаны статьи: отстранение от работы (Трудовой кодекс России), предоставление сведений о доходах (ч. 7 ст. 8 ФЗ «О противодействии коррупции»), а также приказ Минобрнауки о проверке достоверности и полноты сведений, предоставляемых гражданами, претендующими на замещение должностей в организация Минобрнауки (пункт 16 приказа).
В ноябре 2021 года Починок уволена с поста ректора РГСУ по собственному желанию, по другим сведениям — уволена Минобрнауки РФ по результатам внеплановой проверки.
С декабря 2021 года — управляющий партнёр направления Digital ESG в группе компаний IBS.

## Критика
Летом 2016 года телеканал «Россия-1» показал четвертую часть документального фильма Бориса Соболева «На дне знаний», где, среди прочего, предположительно демонстрировались факты коррупции в филиалах РГСУ. В ходе фильма Соболеву удалось лично встретить и саму Починок, которая отвергла возможность коррупции в возглавляемом ею вузе.
13 сентября 2018 года вольным сообществом ученых и журналистов «Диссернет» была опубликована экспертиза на докторскую диссертацию Починок, где были найдены многочисленные фальсификации и подлог данных, а также некорректные цитирования других исследователей. В сентябре 2019 года Наталья Починок заняла пятое место в антирейтинге российских ректоров-плагиаторов по версии сообщества «Диссернет».

## Гражданская позиция
Починок является сторонницей Единого государственного экзамена.

## Личная жизнь
Состояла в браке с министром труда и социального развития А. П. Починком (1958—2014). Имеет двоих сыновей: Петр (2000 г.р.) и Александр (2002 г.р.).

## Награды
- медаль «За заслуги перед городом Хасавюрт» (2014)
- медаль РПЦ «В память 1000-летия преставления равноапостольного великого князя Владимира» (2015)
- почетный знак имени Петра Великого «За достижения в социальном образовании» (2015)
- медаль ордена «За заслуги перед Отечеством» II степени (2018)
- знак Преподобного Сергия Радонежского (2019)[24]
- Медаль преподобной Евфросинии, великой княгини Московской (2021)[25]